# 陈效达
陈效达（1946年—），汉族，中华人民共和国政治人物，中国共产党党员，第十一届全国政协委员，曾担任国有重点大型企业监事会主席。2008年，当选第十一届全国政协委员，代表中华全国总工会，分入第十七组。